# Potzlower Roland

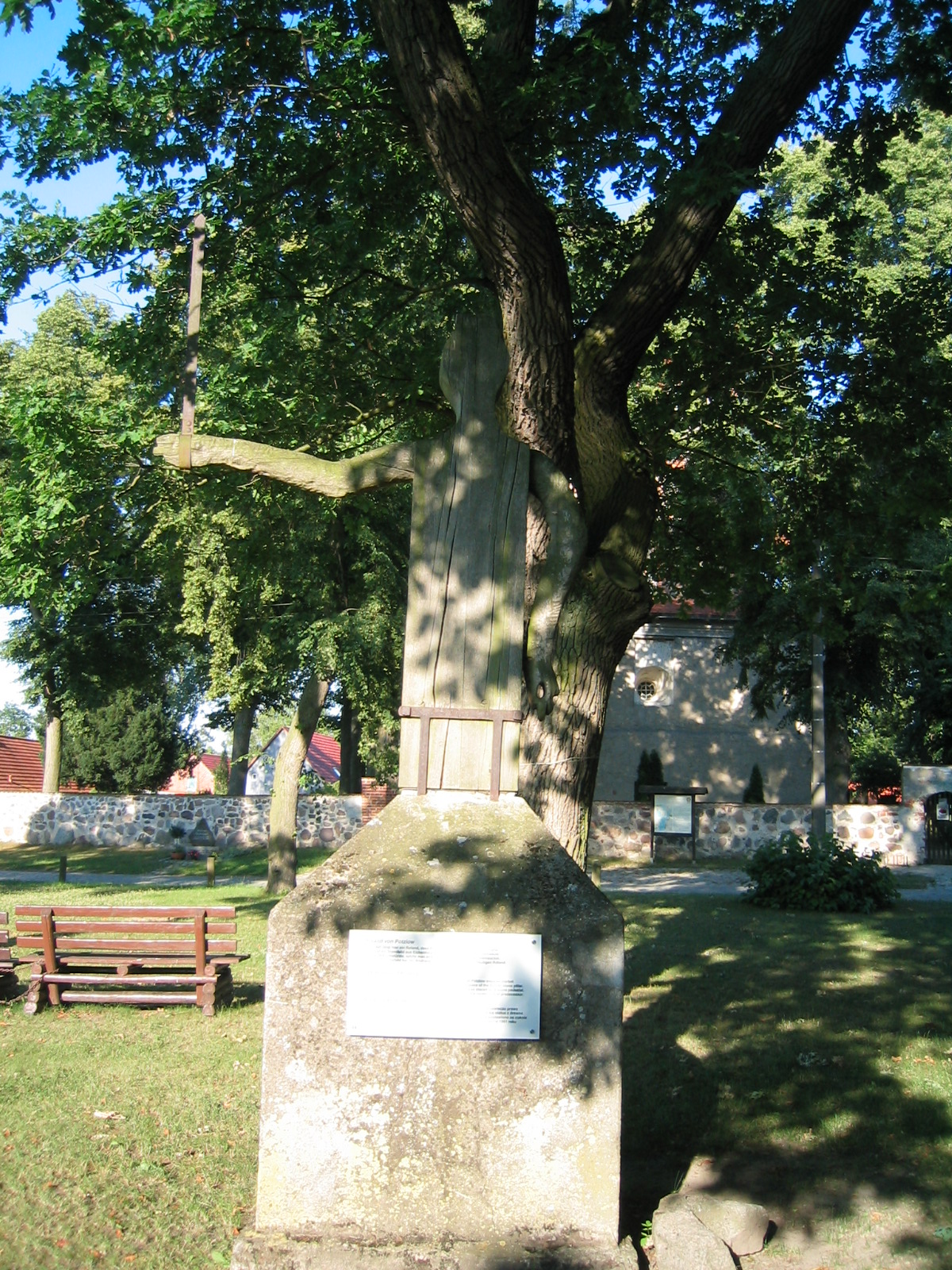
Potzlower Roland

Der Potzlower Roland ist eine hölzerne Rolandsfigur. Sein erster Standort im Jahre 1305 war der Ortseingang von Potzlow in der heutigen Gemeinde Oberuckersee im Landkreis Uckermark, Brandenburg. Seine Größe ist etwa 2 Meter.

## Geschichte
Als Markgraf Waldemar die Stadt Potzlow 1305 zur Marktstadt ernannte, wurde ein erster steinerner Roland als Zeichen für das Marktrecht errichtet. Die Nachbarstadt Prenzlau als Inhaberin des bislang alleinigen Marktrechts soll mit der Situation nicht einverstanden gewesen sein, weil sie sich fortan das Marktrecht mit Potzlow teilen musste. In einer Nacht-und-Nebel-Aktion soll sie daraufhin den steinernen Roland von Potzlow entfernt haben. 1871 wurden bei Ausgrabungen in der Nähe von Potzlow Reste eines steinernen Rolands gefunden, die dieses bestätigten. Die Potzlower errichteten 1727 einen neuen Roland. Er bestand aus einem einfachen Block aus Fichtenholz mit zwei Armen und einem grob angedeuteten Kopf. Der Stellmacher Hensel aus Potzlow wird als Schöpfer dieser einfachen Holzstatue genannt.
1898 wurde der Holzroland wegen Fäulnisschäden restauriert und auf einen steinernen Sockel gestellt. 1991 ersetzte die Stadtverwaltung den alten Roland durch eine neue Statue, die heute auf dem Marktplatz steht. Gegenüber der alten Version streckt er nun einen Arm von sich und hält in der anderen Hand ein Marktschwert. 
Der alte hölzerne Roland steht heute im Turm der Kirche von Potzlow. Lage

## Quelle
- Brandenburg im Mittelalter. In: Märkische Allgemeine. 1991.